# Amplibuteo
Amplibuteo es un género extinto de aves de presa, pertenecientes a la familia Accipitridae.